# Danique Braam
Danique Braam (Leeuwarden, 5 september 1995) is een Nederlandse wielrenster die anno 2023 rijdt voor Duolar-Chevalmeire. Ze staat bekend om haar tactische scherpzinnigheid en teamwork, waardoor ze een belangrijke troef is, vooral in de eindsprint.
In 2018 reed Braam als amateur bij Rennersclub Jan van Arckel en won ze de KNWU Clubcompetitie. In 2019 werd ze professional en reed ze drie jaar voor de Belgische wielerploeg Lotto Soudal Ladies. In het begin van 2021 brak ze tijdens een training haar elleboog en miste ze de voorjaarskoersen. Vanaf 2022 is Braam actief bij Duolar-Chevalmeire. In datzelfde jaar won ze de GP Mazda Schelkens.

## Overwinningen
2022
Grote Prijs Mazda Schelkens

## Ploegen
2019 –  Lotto Soudal Ladies
2020 –  Lotto Soudal Ladies
2021 –  Lotto Soudal Ladies
2022 –  Bingoal Casino-Chevalmeire-Van Eyck Sport
2023 –  Duolar-Chevalmeire
2024 - Chevalmeire
Braam · Castrique · Christmas · Dessart · Dom · Hoffmann · De Jong · Kopecky · Moonen · Nguyễn · Van de Velde · Van den Steen · Vanhoutte
Beekhuis · Braam · Castrique · Christmas · Dom · Fidanza · Kopecky · Meertens · Nguyễn · Parkinson · Siggaard · Van de Velde · Vandenbulcke
Braam · Castrique · Meertens · Nilsson · Parkinson · Plichta · Siggaard · Smulders · Vandenbulcke · Vander Sande